# 我孫子市立根戸小学校
我孫子市立我孫子市立根戸小学校（あびこしりつ ねどしょうがっこう）は、千葉県我孫子市つくし野4丁目にある公立小学校。

## 概要
学校は国道6号線近くにあり、通称は「根戸小」（ねどしょう）、また児童を｢根戸っ子｣（ねどっこ）という。我孫子市では比較的新しい小学校である。学区内にあるマンション群の影響で、日本でも有数の児童数の多さで1980年代には2000人近い生徒をプレハブ校舎に収容していた時期もある。2011年4月8日現在1287人。の児童が在学している。我孫子駅から歩いて約25分のところにある。

## 沿革
- 1976年4月 - 開校

## 行事

### 1学期

#### 入学式
2年生の一部と6年生が毎年参加する。

#### 1年生を迎える会
1年生を歓迎するための行事。昔は遠足を兼ねてあけぼの山公園まで徒歩で行ってそこで行っていたが、児童数の増加を理由に今では校庭で開催している。

#### 運動会
毎年5月または6月に開催される。児童数の増加と新校舎の建設により保護者席の確保が難しくなってきている。

### 2学期

#### 芸術鑑賞会
毎年9月、芸術鑑賞会がある。
内容は音楽、落語、演劇、影絵等多岐に渡る。

#### 根戸っ子祭り
毎年10,11月に開催される。昔は文化祭のような雰囲気だったが、今は学習発表会のようになっており、高学年の児童の一部からは行事性の低下を叫ぶ声もある。バザーが同日に開催されることがある。

#### 歌声発表会
毎年10,11月の土曜日に開催される。学年で1曲～2曲、曲を決め、音楽の授業で練習し、当日児童や保護者前で発表する。根戸っこ祭りと同日に行われることもあったが、最近は児童数の増加により3部制になったので、今は同日に行われることはない。

#### マラソン大会
12月に1年生、2年生、3･4年生、5･6年生に分けて行われる。学校の周りを走る。

### 3学期

#### 書き初め
冬休みに各自で書き初めを練習し、3学期に入ったらすぐに書き初め大会をやる。1,2年生は授業で毛筆を扱わないため、フェルトペンを使う。ここでの書き初めは体育館に掲示されるほか、千葉県の書き初め展に出展する児童もいる。

#### 6年生を送る会
体育館に全児童が集まって、各学年が6年生に向けて劇などの発表をする。

#### 卒業式
5年生が在校生として参加する。

## 著名な卒業生・在校生
- はなわ[2]
- 塙宣之[3]（小学5年生まで[4]）